# 寬門大廈

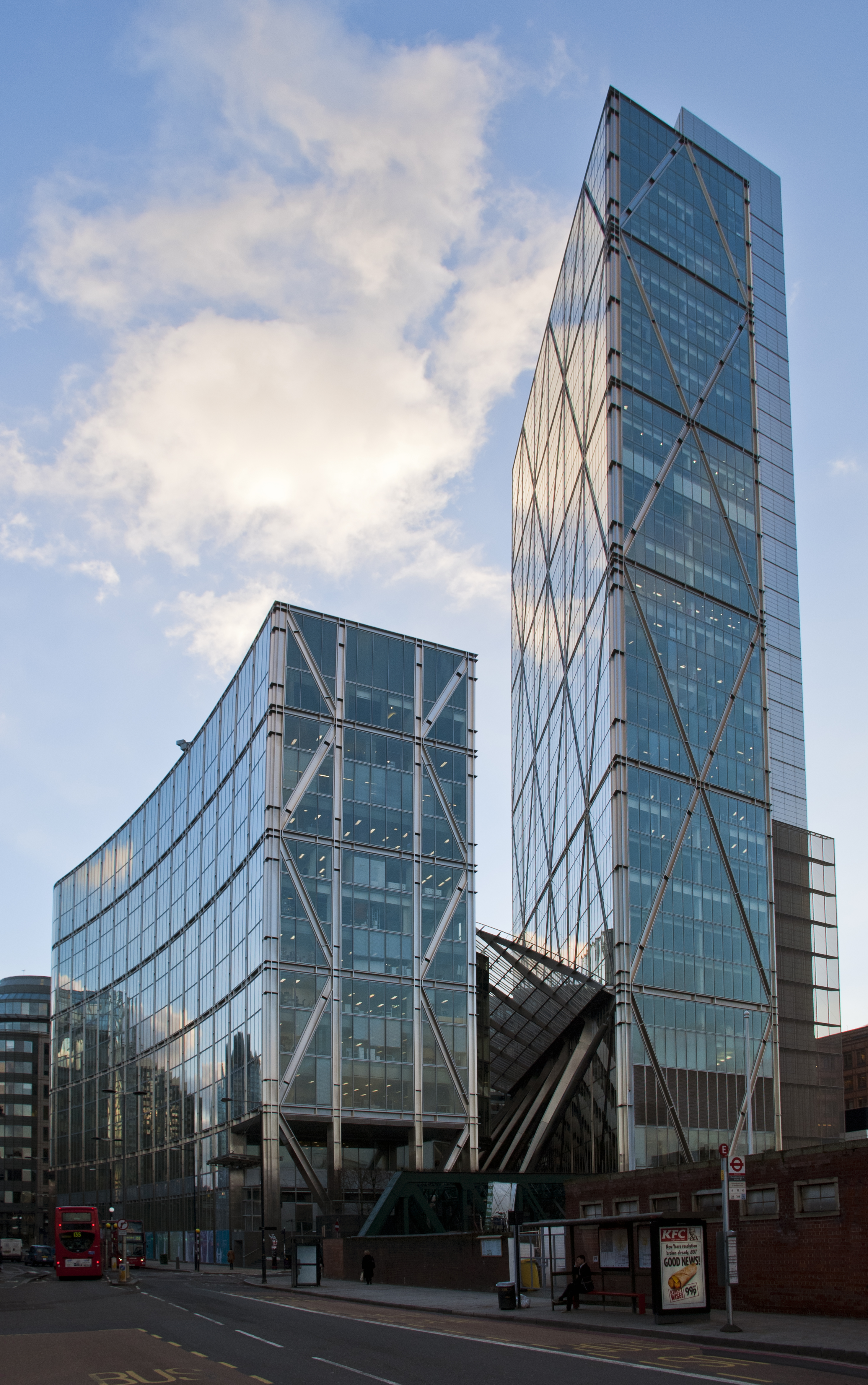
寬門大廈

布羅德蓋特大廈（Broadgate Tower）或譯寬門大廈，是英國倫敦的一座商業摩天大樓，位於倫敦市中心的金融區，高165米。布羅德蓋特大廈修建於2005年至2008年期間，耗資2400萬鎊。布羅德蓋特大廈的建築結構和香港的中銀大廈有相似之處。

## 外部連結
- Official website （页面存档备份，存于）
- 201 Bishopsgate and the Broadgate Tower on SOM.com
- http://www.201bishopsgateandthebroadgatetower.com （页面存档备份，存于） - Promotional website.
- Broadgate Tower construction thread （页面存档备份，存于） - Photos and discussions of the tower, with regular updates.
- Webcam（页面存档备份，存于）